# Asplenia erffai
Asplenia erffai är en fjärilsart som beskrevs av Karl Grünberg 1913. Asplenia erffai ingår i släktet Asplenia och familjen nattflyn. Inga underarter finns listade i Catalogue of Life.